# Adrian Lambert
Adrian Lambert (nascido em 26 de abril de 1972 em Brighton) é um baixista e compositor Inglês que atualmente é membro da banda de thrash metal Biomechanical e a banda de rock progressivo Son of Science. Lambert também tocou baixo na banda de power metal DragonForce, entre 2002-2006. Lambert está atualmente em turnê com Biomechanical para promover o novo álbum da banda Cannibalised. Lambert também se juntou como uma nova banda ainda sem nome liderada pelo ex-guitarrista do Testament e do Nevermore, Steve Smyth.